# Vládivka
Vládivka (en ucraniano: Владівка; en ruso: Владовка, romanizado: Vládovka) es un pueblo ucraniano perteneciente al óblast de Zaporiyia. Situado en el sur del país, forma parte del raión de Berdiansk y parte del municipio (hromada) de Chernígivka.
El lugar está ocupado por Rusia desde marzo de 2022 en el marco de la invasión rusa de Ucrania.

## Toponimia
Desde su fundación hasta 1945, el pueblo se llamaba Hierschau (en alemán: Hierschau; en ucraniano: Гиршау). 

## Geografía
Vládivka está situado a orillas del río Begim Chokrak.

## Historia
El pueblo fue fundado en 1848 por menonitas alemanes como Hirschau en ambas orillas del río Begim Chokrak. Luego el pueblo pasó a llamarse Waldheim.El pueblo era el más grande de la colonia Molochna en términos de superficie y número de granjas, aunque la ocupación principal era la agricultura. 
Con la guerra civil rusa, el pueblo pasó a llamarse Lisne. Néstor Majnó y Pavlo Dibenko visitaron el pueblo más de una vez. La guerra civil trajo destrucción y por eso algunos residentes murieron y otros emigraron. Se estableció el gobierno soviético
Durante la Segunda Guerra Mundial, la población ucraniana fue reclutada por el ejército y parte de la población alemana fue reprimida. Durante la retirada, las tropas alemanas quemaron casi todas las casas y tras la guerra, la población alemana del pueblo fue expulsada. 
En la década de 1950, Vládivka incluyó el pueblo de Richne (en ucraniano: Річне; en ruso: Речное, romanizado: Réchnoye). Hasta 1933, el pueblo se llamaba Waldheim (en alemán: Waldheim; en ucraniano: Вальдгейм) y desde entonces hasta 1945, su nombre fue Rotfront (en alemán: Rotfront; en ucraniano: Ротфронт) por la milicia comunista alemana Roter Frontkämpferbund. En esos años, el pueblo fue el centro del raión alemán de Rotfront. 
En marzo de 2022, tras la invasión rusa de Ucrania, Vládivka quedó bajo la administración de las fuerzas rusas. 

## Demografía
La evolución de la población de Vládivka entre 1865 y 2015 fue la siguiente:
| 954                                                           | 566 | 1026 | 863 |
| (Fuente: Cities & Towns of Ukraine y UKRAINE: Größere Städte) |     |      |     |

Según el censo de 2001, la lengua materna de la mayoría de los habitantes, el 93,18%, es el ucraniano; del 6,34% es el ruso.